# Kosinožići
Kosinožići is een plaats in de gemeente Poreč in de Kroatische provincie Istrië. De plaats telt 86 inwoners (2001).